# 五原県
五原県（ごげん-けん）は、中華人民共和国内モンゴル自治区バヤンノール市に位置する県。
バヤンノール市の農業県。主要農産物に食用油、葵花、淡水水産品、そしてトウモロコシと小麦がこの地域の重要な農作物となっている。

## 行政区画
8バルガス（鎮）、1郷を管轄
- バルガス（鎮）：隆興昌鎮、タルフ・バルガス（塔爾湖鎮）、バヤントホエ・バルガス（巴彦套海鎮）、新公中鎮、天吉太鎮、勝豊鎮、銀定図鎮、復興鎮
- 郷：和勝郷